# Newtonia archboldi
La newtonia di Tabity (Newtonia archboldi Delacour & Berlioz, 1931) è un uccello della famiglia Vangidae, endemico del Madagascar.

## Distribuzione e habitat
È un endemismo del Madagascar sud-occidentale.
Il suo habitat tipico è la foresta spinosa, ambiente semidesertico caratterizzato da una lunga stagione secca e da scarsissime precipitazioni.

## Conservazione
La IUCN Red List classifica N. archboldi come specie a basso rischio (Least Concern).
Parte del suo areale ricade all'interno del parco nazionale di Tsimanampetsotsa e della riserva speciale di Bezaha Mahafaly.